# Synthèse anarchiste

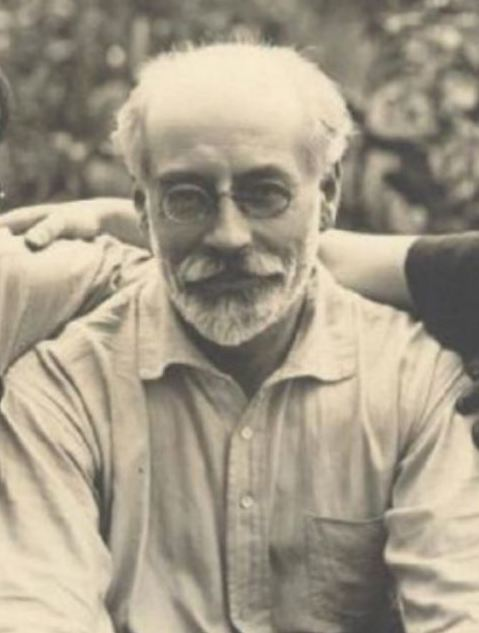
Voline, vers 1926. Il est l'un des théoriciens de la synthèse anarchiste.

La synthèse anarchiste ou synthétisme anarchiste est une forme d'organisation qui rassemble les différentes tendances du mouvement libertaire : individualiste, anarcho-syndicaliste et socialo-communiste pour n'en faire qu'une seule, les unir en un tout.
La synthèse anarchiste ne prétend pas oublier les différences de chaque mouvement dans le but de les unir , la synthèse anarchiste prétend qu'en réalité il n'y a justement pas de différences entre les mouvements anarchistes et ainsi qu'ils ne font que se compléter,. Les anarchistes synthétistes considèrent par exemple qu'il n'y a aucune rivalité entre l'individualisme anarchiste et le communisme libertaire car l'individualisme anarchiste est une philosophie morale et le communisme libertaire une façon de s'organiser, les deux points de vue une fois synthétisés se complètent.
Le concept est forgé dans les années 1926-1928 dans un débat qui anime l'immigration anarchiste russe en France, avant de s'internationaliser. Il est théorisé principalement par Voline et Sebastien Faure. C'est un principe central autour duquel se fédère l'Internationale des fédérations anarchistes.
Voline en parlait ainsi : « À part quelques articles de journaux, la Déclaration de la première conférence du Nabat fut et restera le seul exposé de la tendance unifiante (ou « synthétisante ») dans le mouvement anarchiste russe. Les trois idées maîtresses qui, d’après la Déclaration, devraient être acceptées par tous les anarchistes sérieux afin d’unifier le mouvement, sont les suivantes :
1. Admission définitive du principe syndicaliste, lequel indique la vraie méthode de la révolution sociale ;
2. Admission définitive du principe communiste (libertaire), lequel établit la base d’organisation de la nouvelle société en formation ;
3. Admission définitive du principe individualiste, l’émancipation totale et le bonheur de l’individu étant le vrai but de la révolution sociale et de la société nouvelle[5]. »

Les anarchistes synthétistes expliquent l'apparition de différents mouvements au sein de l'anarchisme par le fait que l'anarchisme est un mouvement jeune. Chaque auteur a pris le temps de parcourir une facette de l'anarchisme. Max Stirner a développé l'aspect moral et philosophique de l'indépendance de l'individu face à la société. Pierre-Joseph Proudhon a théorisé la base de l'anarchisme, l'abolition de l'autorité et de la propriété privée, l'autogestion des moyens de production ou encore le fédéralisme. Mikhaïl Bakounine, lui, a développé l'idée de la commune, et Pierre Kropotkine, par exemple, le principe de distribution selon les besoins.
Ces idées et ces auteurs ne forment pas des mouvements différents dits individualiste, mutuelliste, collectiviste ou communiste libertaire, mais, selon les tenants de la synthèse anarchiste, des théories politiques et économiques se complétant, qu'il convient maintenant de synthétiser.
Pour simplifier, le principe de synthèse anarchiste s'apparente plutôt à chercher des extraits de théories politiques et économiques dans chaque mouvement, chaque facette, pour les assembler et créer une synthèse complète expliquant la société anarchiste autant dans l'individualité que dans l'organisme social.
La synthèse anarchiste s'oppose aux thèses plateformistes développées à la même période par d'autres réfugiés anarchistes russes, comme Nestor Makhno, Ida Mett et Piotr Archinov. Ces réflexions animent pendant les années 1920-1930 cette sphère intellectuelle et militante.
Bien que la synthèse anarchiste parle de synthèse des différents courants de l'anarchisme, elle n'en accepte pas toutes les organisations. Originellement, lorsque la synthèse anarchiste parle d'accepter l'individualisme, il s'agit d'individualisme comme morale, comme façon de penser aux individus. Dans le domaine de l'organisation de la politique et de l'économie, la synthèse anarchiste est explicitement communiste libertaire. Elle rejette également les concepts de mutuellisme, d'anarcho-capitalisme ou de nihilisme. Néanmoins, par confusion, de nombreux anarchistes contemporains se réclament de la synthèse anarchiste, alors même qu'ils remettent en cause cette façon de penser et s'apparentent plutôt à l'anarchisme sans adjectif, notamment la Fédération anarchiste.
En fait, la synthèse anarchiste est proche idéologiquement de la Plateforme anarchiste sur les sujets économiques et politiques. La différence réside en ce que la plateforme considère  l'anarchisme comme un mouvement ouvrier, excluant de sa définition les morales et philosophies libertaires. Là où la synthèse considère l'anarchisme comme avant tout une philosophie, une manière d'être, faisant ainsi rentrer dans sa définition les questions de morales et de liberté individuelle.

## Historique

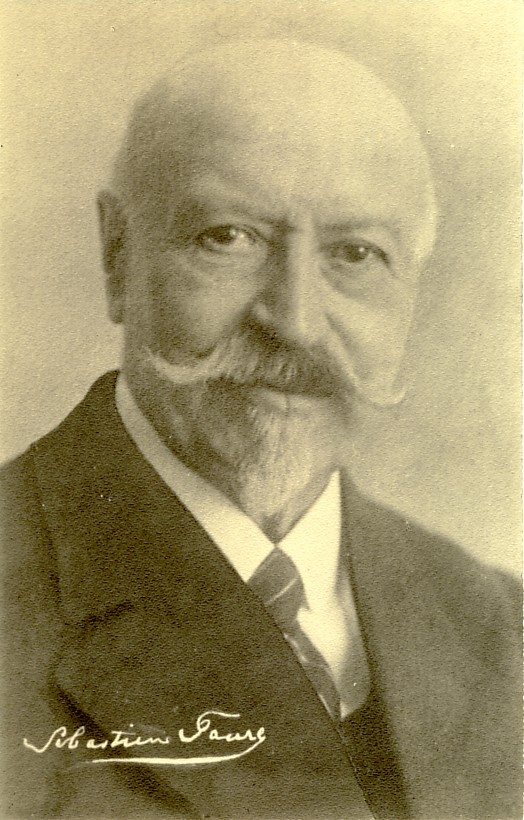
Sébastien Faure, autre figure de la synthèse anarchiste.

En 1928, Sébastien Faure et Voline élaborent la synthèse anarchiste qui vise à surmonter les divisions internes, tant théoriques qu’organisationnelles, du mouvement anarchiste. Voline propose une synthèse des différents courants du mouvement : communiste libertaire, anarcho-syndicaliste et individualiste. D'après Voline, ces courants sont apparentés et proches les uns des autres, ils n’existent qu'à cause d’un malentendu artificiel. Il faut donc faire une synthèse théorique et philosophique des doctrines sur lesquelles ils reposent, après quoi on pourra en faire la fusion et envisager la structure et les formes précises d’une organisation représentant ces trois tendances.

## Les grands courants à rassembler
Il existe quatre grands courants que les synthétistes se proposent de rassembler : les trois courants décrits dans la Synthèse de S. Faure et le socialisme libertaire apparu au tournant des années 1970/80. Ainsi, on retrouve :
- l'anarchisme individualiste, qui insiste sur l'émancipation de l'individu au-dessus de toutes règles sociales ou morales[7] dans le but de la recherche du bonheur individuel.
- le communisme libertaire, qui de l'adage « À chacun selon ses besoins, de chacun selon ses capacités » veut économiquement partir du besoin des individus, pour ensuite produire le nécessaire pour y répondre, ce qui politiquement est lié étroitement avec l'anarchisme qui part des volontés de chaque individu réel, par la liberté politique pour créer/construire la société à une échelle humaine.
- l'anarcho-syndicalisme, qui propose une méthode : le syndicalisme, couplé à l'anarchisme, comme moyen de lutte et d'accès vers une société anarchiste.
- le socialisme libertaire, qui propose une gestion collective égalitariste de la société.

Ces différents courants se révèlent être, pour les synthétistes et avec le recul historique, les différentes facettes d'un tout. Des idées qui, prises séparément, sont incomplètes, se révèle complètes une fois unifiées et synthétisées.
L'exemple parfait pour illustrer cette complémentarité des tendances anarchistes pour les synthétistes est la dualité entre l'individualisme et le communisme libertaire. Les synthétistes expliquent que l'individualisme de Max Stirner est essentiellement une philosophie morale, une manière de raisonner, une manière de vivre le monde, en le fait que cette tendance de l'anarchisme prône la supériorité et le bonheur de l'individu au-dessus de toute contrainte sociale. Et que le communisme libertaire est une manière d'organiser la société libertaire au sens politique économique et matérielle du terme.
Il est donc incompréhensible pour les synthétistes d'opposer ces deux mouvements, comme pour tout anarchiste la liberté mène à l'égalité de tous, et inversement. Pour tout synthétiste le communisme libertaire mène au bonheur de l'individu et son émancipation donc à l'individualisme. Et l'individualisme nécessite le partage des ressources et donc mène irrémédiablement à son tour au communisme libertaire. Les deux mouvements n'étant pas des concepts opposés mais deux manières différentes (aspect moral pour l'individualisme, et aspect politique pour le communisme libertaire) de concevoir la même chose, le même dessein.
La synthèse anarchiste de Voline retient trois tendances;  l'individualisme, le communisme libertaire, et le syndicalisme anarchiste. Mais les synthétistes actuels font intervenir dorénavant de nouveaux concepts dans la synthèse anarchiste. Comme celui de l'anarchisme vert ou encore du municipalisme libertaire. c'est par exemple le cas de Murray Bookchin qui fait un lien très étroit entre justice sociale et écologie.
Il n'est d'ailleurs pas inconcevable  pour une personne se réclamant de l'individualisme anarchiste de se réclamer également du municipalisme libertaire. Il s'agit encore là d'un exemple concret de l'action de la synthèse anarchiste.
Nous pourrions imaginer que l'individualisme anarchiste revendiquant la supériorité de l'individu au-dessus de toute contrainte ou toute règle renie le municipalisme libertaire car ce système politique anarchiste garde certaines forme de délégation de pouvoir ou d'institutions. Mais le municipalisme libertaire garantissant la démocratie directe, la décentralisation, et la gestion collective des moyens de production ainsi que des ressources matérielles  amène irrémédiablement à l'émancipation de l'individu et l'expression de son unicité, il s'agit du même schéma que pour la dualité entre l'individualisme et le communisme libertaire . Cela fait donc du municipalisme libertaire une tendance profondément  individualiste. Cela montre concrètement la manière de penser des synthétistes, les différents mouvements de l'anarchisme à première vue sont opposés, mais ne sont en réalité pas incompatibles. Bien au contraire, ils se complètent mutuellement.